# Famines en Éthiopie
L'histoire de l'Éthiopie est ponctuée de famines. L'économie de l'Éthiopie est fondée sur une agriculture vivrière sensible aux variations climatiques, en particulier du régime des moussons. C'est pourquoi les récoltes pouvaient fortement varier selon les années et les régions. Par ailleurs, la faiblesse du réseau de communication ne permettait pas de faire circuler facilement des denrées depuis les régions excédentaires vers les déficitaires. Enfin, la densité assez élevée d'habitants sur les hauts plateaux entraîne une déforestation qui provoque une érosion des sols et une diminution de leur fertilité. Ces raisons expliquent en grande partie l'insécurité alimentaire du pays.

## Liste des principales famines
| Année                         | Description | Bilan humain                                                                              |
| ----------------------------- | --- | ----------------------------------------------------------------------------------------- |
| Première moitié du IXe siècle | Famine suivie d'une épidémie |                                                                                           |
| 1535                          | Famine et épidémie au Tigré qui ont empiré avec l'invasion de la province par Ahmed Gragne |                                                                                           |
| 1540                          | |                                                                                           |
| 1559-1562                     | La famine était attribuée à la colère de Dieu à la suite de l'assassinat de l'empereur Gelawdewos d'Éthiopie |                                                                                           |
| 1567-1570                     | Famine dans la province de l'Hararghe (actuelle région Harar), conjuguée avec une épidémie de peste et l'expansion du peuple Oromo. |                                                                                           |
| 1611                          | Cette année-là, les fortes pluies et un froid extrême ont entrainé une diminution très importante des récoltes dans les provinces du Nord. Dans le même temps, le pays était frappé d'un peste appelée mentita. |                                                                                           |
| 1623                          | La famine toucha surtout le nord du pays |                                                                                           |
| 1634-1635                     | Famine liée à une invasion de criquets au Tigré en 1633-1635, ainsi qu'à une épidémie de choléra. |                                                                                           |
| 1650                          | |                                                                                           |
| 1653                          | Famine et épidémie |                                                                                           |
| 1678                          | En raison d'une augmentation du prix des graines, de nombreuses mules, chevaux et singes moururent. |                                                                                           |
| 1700                          | La famine toucha la province de Shewa |                                                                                           |
| 1702                          | Les agriculteurs affamés demandèrent de l'aide à l'empereur Iyasou Ier qui leur donna de la nourriture pour deux mois. |                                                                                           |
| 1747-1748                     | Famine attribuée à une invasion de criquets ainsi qu'à une épidémie de fièvre vraisemblablement liée à la grippe. |                                                                                           |
| 1783                          | Famine appelée "ma nausée" (həmame). |                                                                                           |
| 1789                          | La famine toucha toutes les provinces. |                                                                                           |
| 1796                          | Cette famine fut particulièrement virulente à Gondar et liée à une invasion de criquets. |                                                                                           |
| 1800                          | De nombreuses personnes et du bétail furent victimes. |                                                                                           |
| 1829                          | Famine dans le Shewa, suivie d'une irruption de choléra en 1830. |                                                                                           |
| 1835                          | Le manque d'eau provoqua une famine et une forte mortalité dans le Shewa et l'Érythrée (province) |                                                                                           |
| 1880-1881                     | La peste bovine (1879) s'est propagée dans le sultanat d'Adal, causant la famine jusque dans la province de Bégemder. |                                                                                           |
| 1888-1892                     | La peste bovine venue d'Inde tua 90 % du bétail. Le manque de pluie entraîna la famine dans tout le pays, surtout dans les provinces du Sud. Une invasion de criquets et de chenilles détruisit les troupeaux dans les provinces de l'Érythrée, Bégemder, Shewa et autour de Harrar. Qui plus est, à partir de 1889, se développèrent des épidémies de choléra, de typhus et de variole. |                                                                                           |
| 1913-1914                     | Famine dans les provinces du Nord |                                                                                           |
| 1929                          | Famine au sein du peuple Oromo qui conduisit à une révolte locale lorsque les percepteurs refusèrent de diminuer les impôts. |                                                                                           |
| 1958                          | Famine au Tigré. | 100 000 morts.                                                                            |
| 1966                          | Famine au Wollo. |                                                                                           |
| 1973                          | Famine au Wollo, qui s'est étendue aux provinces du Nord. L'absence de réaction adéquate conduisit à la chute du gouvernement impérial et la prise de pouvoir du régime Derg. |                                                                                           |
| 1984-1985                     | grande famine, liée au manque de pluie. | Huit millions de personnes impactées. Un million de mort. Importante mortalité du bétail. |

## Sources
- (en) Richard R.K. Pankhurst, An Introduction to the Economic History of Ethiopia, Londres, Lalibela House, 1961
- (en) Richard R.K. Pankhurst, Economic History of Ethiopia, Addis Abeba, Haile Sélassié I University Press, 1968, p. 216-222.
- (en) Webb, Patrick, von Braun, Joachim, and Yohannes, Yisehac, 1992, Famine in Ethiopia, Research Report 92, Institut de recherche sur la politique alimentaire (IFPRI) : Washington, DC.